# 平清房
平 清房（たいら の きよふさ）は、平安時代後期の武将。伊勢平氏、平清盛の八男。

## 略歴
治承3年（1179年）の治承三年の政変で淡路守に任官する。
寿永3年（1184年）、一ノ谷の戦いにおいては、兄・知盛の指揮下に入り、生田の森の陣を警備する。しかし源範頼軍に陣を突破されると、覚悟を決め、従兄弟の経俊、義弟の清貞と共に三騎で敵陣に突入し、討ち取られた。

## 官暦
治承3年(1179年) 淡路守